# Misael Galleguillos
Misael Galleguillos Vásquez (Talca, 8 de enero de 1940) es un profesor universitario y político nacionalista chileno. Fue miembro y último líder del Movimiento Revolucionario Nacional Sindicalista hasta su disolución forzada en 1982. Ha sido colaborador en diferentes publicaciones doctrinales nacionalistas, entre las que se cuentan Tacna, Aspas y Forja (de la que fue dueño). Fue miembro activo de la Durante Militar de Augusto Pinochet, que lo designó presidente de la Secretaría Nacional de los Gremios en 1977, cargo en el que agrupó el apoyo de sectores neofascistas y estatistas al régimen, y que ejerció hasta 1982, cuando el propio gobierno anunció su destitución tras su presunta participación en la muerte del sindicalista Tucapel Jiménez.

## Carrera política

### Presidente del Instituto Pedagógico de Valparaíso
En su etapa universitaria (años 1960s) lideró la Comunidad Universitaria Nacional-Sindicalista (CUNS; rama estudiantil del MRNS) en Valparaíso, que consiguió ganar las elecciones para el Centro de Alumnos del entonces Instituto Pedagógico de la Universidad de Chile de esa región (actual Universidad de Playa Ancha). Leopoldo Benavides, académico de la Universidad de Chile y hasta ese entonces militante comunista y compañero de Galleguillos, lo recuerda como "un tipo valiente puesto que defendía sus ideas en las grandes asambleas que se hacían. Obviamente lo pifiaban y todo, pero él se plantaba a hablar y defendía el Estado corporativo, a José Antonio Primo de Rivera y todo eso".

### Activismo golpista
Participó en Aspas, el periódico del MRNS. Más tarde, durante el gobierno de Salvador Allende, fue propietario y escritor de la revista Forja, uniéndose al grupo de publicaciones nacionalistas que instaban a las Fuerzas Armadas a realizar un golpe de Estado que impusiera una Dictadura militar. Cuando este llamado se llevó a cabo, el MRNS se declaró a "disposición de la Junta Militar", bajo la tesis "la patria al poder", único camino posible para solucionar "el problema de la disolución del Estado democrático liberal".

### Participación en la Dictadura Militar y la «Escuela Nacional-Sindical»
Con Pinochet al mando del país, se hacen cargo de la Secretaría Nacional de los Gremios, adquiriendo un espacio que el nacionalismo nunca había tenido en Chile y en el que consiguieron fortalecer su adhesión social desde el sindicalismo con el apoyo de recursos y autorización estatales. Siendo presidente del organismo entre 1976 y 1982, Galleguillos crea la "Escuela Nacional-Sindical" (que contó con Patricia Arancibia Clavel en su planta de profesores) que tenía el objetivo de educar a los trabajadores sobre sus derechos laborales desde la ideología nacionalista y corporativista. Creada entonces una institucionalidad propia para organizarse territorialmente, la escuela nacional sindical contará con un espacio propio, canchas deportivas y lugares de esparcimiento y alojamiento a fin de que los seminarios laborales se dieran en un espacio de confianza.
Pese al trabajo realizado, los académicos concuerdan en que la opción nacionalista dentro de las vertientes ideológicas de la Dictadura Militar fracasó ante la influencia del gremialismo y el "neoliberalismo promovido por la oligarquía". Por de pronto, el asesinato de Tucapel Jiménez, líder sindical y presidente de la ANEF, perpetrado en 1982, marcará el fin de Galleguillos como Secretario Nacional de los Gremios, desdibujando su relación con dicho organismo y fracasando con ello el intento de promover una cultura sindical de corte nacionalista. Galleguillos terminó siendo procesando por su vinculación al caso de Tucapel Jiménez (del que saldrá absuelto en 1999), además de ser sindicado como facilitador de información a los organismos de inteligencia de la dictadura a través de la secretaría y de desviar fondos de esta al MRNS. Para el movimiento, la acusaciones a Galleguillos fueron orquestadas por el sector neoliberal del régimen para desacreditar a los nacionalistas y así evitar el acercamiento de Pinochet y la Junta Militar al nacionalismo.
Luego de salir de la jefatura de la Secretaría de los Gremios, Galleguillos reafirmaba su pensamiento nacionalsindicalista y su rechazo a la política económica impresa a la dictadura por el equipo económico neoliberal.

## Libros
- La forja de un destino, 1986 (compilación de artículos; sin editor).
- Camino de victoria, 1987 (compilación de artículos; sin editor).